# Sorbus dominii
Sorbus dominii är en rosväxtart som beskrevs av Karpati. Sorbus dominii ingår i släktet oxlar, och familjen rosväxter. Inga underarter finns listade i Catalogue of Life.